# Dendronephthya gigantea
Dendronephthya gigantea är en korallart som beskrevs av Addison Emery Verrill 1864. Dendronephthya gigantea ingår i släktet Dendronephthya och familjen Nephtheidae. Inga underarter finns listade i Catalogue of Life.